# Nová Dědina (district de Kroměříž)
Pour les articles homonymes, voir Nová Dědina.
Nová Dědina (jusqu'en 1907 : Nová Ves ; en allemand : Neudorf) est une commune du district de Kroměříž, dans la région de Zlín, en Tchéquie. Sa population s'élevait à 436 habitants en 2025.

## Géographie
Nová Dědina se trouve à 10 km au sud-est de Kroměříž, à 16 km à l'ouest de Zlín, à 62 km à l'est de Brno et à 238 km au sud-est de Prague.
La commune est limitée par Sulimov, Karolín et Kvasice au nord, par Bělov à l'est, par Žlutava et Halenkovice au sud et par Vrbka à l'ouest.

## Histoire
La première mention écrite du village date de 1350.

## Transports
Par la route, Nová Dědina se trouve à 13 km de Otrokovice, à 14 km de Kroměříž, à 24 km de Zlín, à 76 km de Brno et à 285 km de Prague.